# Пам'ятки історії Оратівського району
У Оратівському районі Вінницької області на обліку перебуває 62 пам'ятки історії.
| № п/п | Охор. № | Найменування пам'ятки | Адреса                                                         | Дата (епоха)                 | Дата відкриття або виявлення | Автори                      | Матеріал                             | Основні розміри              | Рішення про взяття під охорону |
| ----- | ------- | --- | -------------------------------------------------------------- | ---------------------------- | ---------------------------- | --------------------------- | ------------------------------------ | ---------------------------- | ------------------------------ |
| 1.    | 339     | Братська могила 154 воїнів Радянської армії, загиблих при визволенні села, і пам'ятник 116 воїнам-односельчанам, загиблим на фронтах ВВВ                                | с-ще Оратів, Оратівська сел/р, вул. Леніна                     | 1944 р., 1941—1945 рр.       | 1956 р.                      | Київський худ. фонд         | ск. з/бетон, пост. бетон             | ск. 3 м, п. 1,5х1,5х1,5 м    | № 313 10.06.1971 р.            |
| 2.    | 38      | Могила 37 жертв фашизму | с-ще Оратів, Оратівська сел/р, 1 км на південний схід від села | 1943 р.                      | 1995 р.                      | місцеві майстри             | дерево                               | 2х3 м                        | № 443 22.12.1997 р.            |
| 3.    | 307     | Братська могила 664 воїнів Радянської армії, загиблих при визволенні села Балабанівка та навколишніх сіл, і пам'ятник 220 воїнам-односельчанам, загиблим на фронтах ВВВ | с. Балабанівка, Балабанівська с/р, в центрі села               | 1944 р., 1941—1945 рр.       | 1956 р., 1972 р.             | Київський худ. фонд         | ск. з/бетон, пост. бетон             | ск. 3,5 м, п. 0,8х2х2 м      | № 313 10.06.1971 р.            |
| 4.    | 84      | Братська могила 9 партизан громадянської війни | с. Бугаївка, Якимівська с/р, біля клубу                        | 1918 р.                      | 1957 р.                      | місцеві майстри             | об. камінь                           | об. 3,3 м                    | № 29 19.06.1977 р.             |
| 5.    | 309     | Братська могила 76 воїнів Радянської армії, загиблих при визволенні села                                                                                                | с. Бугаївка, Якимівська с/р, біля школи.                       | 1944 р.                      | 1957 р.                      | Київський худ. фонд         | ск. з/бетон, пост. цегла             | ск. 3,75 м, п. 1х1,6х1,6 м   | № 313 10.06.1971 р.            |
| 6.    | 88      | Братська могила 65 жертв голодомору | с. Бугаївка, Якимівська с/р, на кладовищі                      | 1932—1933 рр.                | 1993 р.                      | місцеві майстри             | з/бетон                              | 3 м                          | № 501 20.12.1993 р.            |
| 7.    | 451     | Братська могила 47 воїнів Радянської армії, загиблих при визволенні села, і пам'ятник 167 воїнам-односельчанам, загиблим на фронтах ВВВ                                 | с. Велика Ростівка, Великоростів-ська с/р, біля школи.         | 1944 р., 1941—1945 рр.       | 1951 р.                      | Харків. худ. фонд           | ск. з/бетон, пост. цегла             | ск. 2,5 м, п. 0,5х1х0,8 м    | № 313 10.06.1971 р.            |
| 8.    | 312     | Братська могила 75 воїнів Радянської армії, загиблих при визволенні села і пам'ятник 78 воїнам-односельчанам, загиблим на фронтах ВВВ                                   | с. Гоноратка, Зарудянська с/р, біля клубу.                     | 1944 р., 1941—1945 рр.       | 1959 р.                      | Київський худ. фонд         | ск. з/бетон, пост. бетон             | ск. 2,5 м, п. 0,8х1х1 м      | № 313 10.06.1971 р.            |
| 9.    | 116     | Пам'ятник 75 воїнам-односельчанам, загиблим на фронтах ВВВ | с. Дібровинці, Кошланівська с/р, біля дитячого садка           | 1941—1945 рр.                | 1969 р.                      | Київський худ. фонд         | ск. з/бетон, пост. з/бетон           | ск. 3,1 м, п. 1,2х4,5х0,5 м  | № 29 19.06.1977 р.             |
| 10.   | 83      | Братська могила 74 воїнів Радянської армії, загиблих при визволенні села                                                                                                | с. Дівочина, Сабарівська с/р.                                  | 1944 р.                      | 1987 р.                      | місцеві майстри             | цегла, метал                         | 1,5 м                        | № 82 03.04.1990 р.             |
| 11.   | 314     | Братська могила 10 воїнів Радянської армії, загиблих при визволенні села, і пам'ятник воїнам-односельчанам, загиблим на фронтах ВВВ                                     | с. Животівка, Животівська с/р, біля Будинку культури           | 1944 р., 1941—1945 рр.       | 1956 р.                      | Київський худ. фонд         | ск. з/бетон, пост. з/бетон           | ск. 3 м, п. 1х1,5х1,5х м     | № 313 10.06.1971               |
| 12.   | 90      | Братська могила 500 жертв голодомору | с. Животівка, Животівська с/р, на кладовищі                    | 1932—1933 рр.                | 1993 р.                      | місцеві майстри             | з/бетон                              | 4 м                          | № 501 20.12.1993 р.            |
| 13.   | 95      | Могила Героя Радянського Союзу М. Антонця | с. Животівка, Животівська с/р, кладовище                       | 1915—1965 рр.                | 2001 р.                      | місцеві майстри             | бетон                                | об.1,6 м                     | № 47029.12.2002 р.             |
| 14.   | 821     | Пам'ятник 103 воїнам-односельчанам, загиблим на фронтах ВВВ | с. Закриниччя, Човновицька с/р, вул. Липова                    | 1941—1945 рр.                | 1967 р.                      | Київський худ. фонд         | ск. з/бетон, пост. з/бетон           | ск. 2,5 м, п. 1,8х1,2х1,2 м  | № 313 10.06.1971 р.            |
| 15.   | 315     | Братська могила 42 воїнів Радянської армії, загиблих при визволенні села, і пам'ятник воїнам-односельчанам, загиблим на фронтах ВВВ                                     | с. Заруддя, Зарудянська с/р, біля Будинку культури             | 1944 р., 1941—1945 рр.       | 1956 р.                      | Київський худ. фонд         | ск. з/бетон, пост. бетон             | ск. 1,7 м, п. 1,5х3х3 м      | № 313 10.06.1971 р.            |
| 16.   | 318     | Братська могила 26 воїнів Радянської армії, загиблих при визволенні села                                                                                                | с. Каленівка, Угарівська с/р, на околиці села                  | 1944 р.                      | 1959 р.                      | Київський худ. фонд         | ск. з/бетон, пост. бетон             | ск. 3 м, пост. 1,6х1,5х1,5 м | № 313 10.06.1971 р.            |
| 17.   | 319     | Братська могила 68 воїнів Радянської армії, загиблих при визволенні села                                                                                                | с. Кам'яногірка, Скоморошкіська с/р, на кладовищі              | 1944 р.                      | 1950 р.                      | місцеві майстри             | об. цегла                            | об. 2,5 м                    | № 313 10.06.1971 р.            |
| 18.   | 96      | Могила воїна-афганця В. Мацюка | с. Кожанка, Кожанська с/р, на кладовищі                        | 1966—1985 рр.                | 1985 р.                      | місцеві майстри             | граніт                               | об. 1,8 м                    | № 470 29.12.2002 р.            |
| 19.   | 97      | Могила воїна-афганця Ю. Рябця | с. Кожанка, Кожанська с/р, на кладовищі                        | 1969—1989 рр.                | 1989 р.                      | місцеві майстри             | граніт                               | об. 1,8 м                    | № 470 29.12.2002 р.            |
| 20.   | 98      | Могила радянського воїна П. Асташина | с. Кожанка, Кожанська с/р, на кладовищі                        | 1907—1944 рр.                | 2002 р.                      | -//-                        | метал, дерево                        | об. 1 м                      | -//-                           |
| 21.   | 159     | Братська могила радянських воїнів і пам'ятник 116 воїнам-односельчанам, загиблим на фронтах ВВВ                                                                         | с. Кошлани, Кошланівська с/р, в центрі села                    | 1943—1944 рр., 1941—1945 рр. | 1980 р.                      | Вінницький худ. фонд        | з/бетон                              | ск.3 м, п. 0,3 м             | № 75 20.02.1985 р.             |
| 22.   | 324     | Братська могила 194 воїнів Радянської армії, загиблих при визволенні села                                                                                               | с. Лопатинка, Лопатинська с/р, біля школи                      | 1944 р.                      | 1956 р.                      | Київський худ. фонд         | ск. з/бетон, пост. бетон             | ск. 3 м, п. 1х1,5х1,5 м      | № 313 10.06.1971 р.            |
| 23.   | 324     | Пам'ятник 84 воїнам-односельчанам, загиблим на фронтах ВВВ | с. Лопатинка, Лопатинська с/р, біля школи                      | 1941—1945 рр.                | -//-                         | -//-                        | -//-                                 | ___                          | -//-                           |
| 24.   | 199     | Пам'ятник 45 воїнам-односельчанам, загиблим на фронтах ВВВ | с. Люлинці, Очитківська с/р, біля клубу                        | 1941—1945 рр.                | 1967 р.                      | місцеві майстри             | об. жерсть, пост. з/бетон            | об. 3,5 м, п. 1,1х1х1,1 м    | № 29 19.06.1977 р.             |
| 25.   | 161     | Пам'ятник 61 воїнові-односельцю, що полягли на фронтах ВВВ | с. Мала Ростівка, Чагівська с/р, в центрі села                 | 1941—1945 рр.                | 1983 р.                      | Вінницький худ. фонд        | з/бетон                              | ск.3 м, п. 0,3 м             | № 75 20.02.1985 р.             |
| 26.   | 465     | Братська могила 219 воїнів Радянської армії, загиблих при визволенні села                                                                                               | с. Медівка, Медівська с/р, біля Будинку культури               | 1944 р.                      | 1950 р.                      | Харків. худ. фонд           | ск. з/бетон, пост. з/бетон           | об. 2,5 м, п. 1х1х0,8 м      | № 313 10.06.1971 р.            |
| 27.   | 481     | Пам'ятник 180 воїнам-односельчанам, загиблим на фронтах ВВВ | с. Медівка, Медівська с/р, біля Будинку культури               | 1941—1945 рр.                | 1950 р.                      | Харків. худ. фонд           | об. з/бетон                          | об. 4,5 м                    | № 313 10.06.1971 р.            |
| 28.   | 466     | Братська могила 45 воїнів Радянської армії, загиблих при визволенні села, і пам'ятник 107 воїнам-односельчанам, загиблим на фронтах ВВВ                                 | с. Мервин, Чагівська с/р, біля школи                           | 1944 р.                      | 1951 р.                      | Київський худ. фонд         | ск. з/бетон, пост. цегла             | ск. 3 м, п. 0,75х0,8х0,8 м   | № 313 10.06.1971 р.            |
| 29.   | 323     | Братська могила 93 воїнів Радянської армії, загиблих при визволенні села.                                                                                               | с. Новоживотів, Новоживотівська с/р, вул. Перемоги             | 1944 р.                      | 1954 р.                      | Київський худ. фонд         | ск. з/бетон, пост. бетон             | ск. 2,5 м, п. 1,7х1,5х1,5 м  | № 313 10.06.1971 р.            |
| 30.   | 121     | Пам'ятник 220 воїнам-односельчанам, загиблим на фронтах ВВВ | с. Новоживотів, Новоживотівська с/р, вул. Перемоги             | 1941—1945 рр.                | 1971 р.                      | ск. Федорець М. В., м. Київ | ск. з/бетон, пост. бетон             | ск. 3 м, п. 2,3х2,3х1,5 м    | № 29 19.06.1977 р.             |
| 31.   | 89      | Братська могила 500 жертв голодомору | с. Новоживотів, Новоживотівська с/р, на кладовищі              | 1932—1933 рр.                | 1993 р.                      | місцеві майстри             | з/бетон                              | 3 м                          | № 501 20.12.1993 р.            |
| 32.   | 325     | Братська могила 209 воїнів Радянської армії, загиблих при визволенні станції                                                                                            | с. Оратів, Оратівська с/р, вул. Миру                           | 1944 р.                      | 1956 р.                      | Київський худ. фонд         | ск. з/бетон, пост. бетон             | ск. 2,5 м, п. 1,5х1,5х1,5х м | № 313 10.06.1971 р.            |
| 33.   |         | Братська могила 192 воїнів Радянської армії, загиблих на фронтах ВВВ при визволенні села, і пам'ятник 42 воїнам-односельчанам, загиблим на фронтах ВВВ                  | с. Оратівка, Рожичнянська с/р, біля Будинку культури           | 1944 р.                      | 1954 р.                      | Київський худ. фонд         | ск. з/бетон, пост. з/бетон           | ск. 2,5 м, п. 1,2х1,5х1,5 м  | № 313 10.06.1971               |
| 34.   |         | Братська могила 166 воїнів Радянської армії і пам'ятник 85 воїнам-односельчанам, загиблим на фронтах ВВВ                                                                | с. Осична, Осичнянська с/р, біля клубу                         | 1944 р., 1941—1945 рр.       | 1956 р.                      | Київський худ. фонд         | ск. з/бетон, пост. бетон             | ск. 2,5 м, п. 1,5х1,5х1,5 м  | № 313 10.06.1971 р.            |
| 35.   | 468     | Братська могила 52 радянських воїнів і пам'ятник 164 воїнам-односельчанам, загиблим на фронтах ВВВ                                                                      | с. Очитків, Очитківська с/р, біля Будинку культури             | 1941—1945 рр.                | 1967 р.                      | місцеві майстри             | об. жерсть, пост. з/бетон            | об. 3,3 м, п. 1х1х1 м        | № 313 10.06.1971 р.            |
| 36.   |         | Братська могила 116 воїнів Радянської армії, загиблих при визволенні села, і пам'ятник воїнам-односельчанам, загиблим на фронтах ВВВ                                    | с. Підвисоке, Підвисоцьке с/р, біля школи                      | 1944 р., 1941—1945 рр.       | 1958 р.                      | Київський худ. фонд         | ск. з/бетон, пост. бетон             | ск. 3 м, п. 1,2х1,5х1,5 м    | № 313 10.06.1971 р.            |
| 37.   | 15      | Братська могила 500 жертв голодомору | с. Підвисоке, Підвисоцьке с/р, на кладовищі                    | 1932—1933 рр.                | 1994 р.                      | місцеві майстри             | граніт                               | 3х4 м                        | № 66 05.10.1995 р.             |
| 38.   |         | Братська могила 43 воїнів Радянської армії, загиблих при визволенні села                                                                                                | с. Прибережне, Оратівська сел/р, біля магазину                 | 1944 р.                      | 1956 р.                      | Київський худ. фонд         | ск. з/бетон, пост. бетон             | ск. 3 м, п. 1,6х1,5х1,5 м    | № 313 10.06.1971 р.            |
| 39.   |         | Братська могила 94 воїнів Радянської армії, загиблих при визволенні села, і пам'ятник воїнам-односельчанам, загиблим на фронтах ВВВ                                     | с. Рожична, Рожичнянська с/р, біля клубу                       | 1944 р., 1941—1945 рр.       | 1957                         | Київський худ. фонд         | ск. з/бетон, пост. бетон             | ск. 3 м, п. 0,8х1,5х1,5 м    | № 313 10.06.1971 р.            |
| 40.   | 91      | Братська могила 410 жертв голодомору | с. Рожична, Рожичнянська с/р, на кладовищі                     | 1932—1933 рр.                | 1993 р.                      | місцеві майстри             | з/бетон                              | 3 м                          | № 501 20.12.1993 р.            |
| 41.   | 326     | Братська могила 38 воїнів Радянської армії, загиблих при визволенні села, і пам'ятник 104 воїнам-односельчанам, загиблим на фронтах ВВВ                                 | с. Сабарівка, Сабарівська с/р, біля Будинку культури.          | 1944 р., 1941—1945 рр.       | 1956 р.                      | місцеві майстри             | ск. з/бетон, пост. бетон             | ск. 2,2 м, п. 1х2х2м         | № 313 10.06.1971 р.            |
| 42.   | 309     | Пам'ятник 165 воїнам-односельчанам, загиблим на фронтах ВВВ | с. Скала, Скальська с/р, біля клубу                            | 1941—1945 рр.                | 1974 р.                      | Київський худ. фонд         | об. з/бетон                          | об. 8х1,20х0,25 м            | № 29 19.06.1971 р.             |
| 43.   | 812     | Братська могила 21 воїнів Радянської армії, загиблих при визволенні села                                                                                                | с. Скоморошки, Скоморошківська с/р, на кладовищі.              | 1944 р.                      | 1965 р.                      | місцеві майстри             | об. з/бетон, пост. бетон             | об. 3,5 м                    | № 313 10.06.1971 р.            |
| 44.   | 825     | Пам'ятник 161 воїнові-односельцю, що полягли на фронтах ВВВ | с. Скоморошки, Скоморошківська с/р, біля магазину.             | 1941—1945 рр.                | 1969 р.                      | Київський худ. фонд         | ск. оргскло, пост. граніт            | ск. 4,20 м, п. 0,4х1х1 м     | № 313 10.06.1971 р.            |
| 45.   | 16      | Братська могила 145 жертв голодомору | с. Скоморошки, Скоморошківська с/р, на кладовищі.              | 1932—1933 рр.                | 1994 р.                      | місцеві майстри             | метал, мармур                        | 3х4 м                        | № 66 05.10.1995 р.             |
| 46.   | 327     | Братська могила 32 воїнів Радянської армії, загиблих при визволенні села, і пам'ятник 147 воїнам-односельчанам, загиблим на фронтах ВВВ                                 | с. Сологубівка, Сологубівська с/р, біля школи.                 | 1944 р.                      | 1958 р.                      | Київський худ. фонд         | ск. з/бетон, пост. бетон             | ск. 3 м, п. 1х1,5х1,5 м      | № 313 10.06.1971 р.            |
| 47.   | 329     | Братська могила 230 воїнів Радянської армії, загиблих при визволенні села                                                                                               | с. Стрижаків, Стрижаківська с/р, 2 км на захід від села        | 1944 р.                      | 1962 р.                      | Київський худ. фонд         | ск. з/бетон, пост. бетон             | ск. 2,5 м, п. 1х1,5х1,5 м    | № 313 10.06.1971 р.            |
| 48.   | 136     | Пам'ятник 80 воїнам-односельчанам, загиблим на фронтах ВВВ | с. Стрижаків, Стрижаківська с/р, біля Будинку культури         | 1941—1945 рр.                | 1980 р.                      | Вінницький худ. фонд        | з/бетон                              | ск. 3 м, п. 1 м              | № 228 22.05.1986 р.            |
| 49.   | 328     | Братська могила 91 воїна Радянської армії, що полягли при визволенні села, і пам'ятник 35 воїнам-односельчанам, загиблим на фронтах ВВВ                                 | с. Ступки, Балабанівська с/р, на краю села.                    | 1943—1944 рр., 1941—1945 рр. | 1954 р.                      | Київський худ. фонд         | ск. з/бетон, пост. бетон             | ск. 2,5 м, п. 1х1,5х1,5 м    | № 313 10.06.1971 р.            |
| 50.   | 160     | Братська могила 152 радянських воїнів і пам'ятник 23 воїнам-односельчанам, загиблим на фронтах ВВВ                                                                      | с. Угарове, Угарівська с/р, околиця села.                      | 1944 р., 1941—1945 рр.       | 1950 р.                      | місцеві майстри             | дерево                               | об. 1,8 м                    | № 75 20.02.1985 р.             |
| 51.   | 330     | Братська могила 130 воїнів Радянської армії, загиблих при визволенні села, і пам'ятник 89 воїнам-односельчанам, загиблим на фронтах ВВВ                                 | с. Фронтівка, Фронтівська с/р, біля школи.                     | 1944 р., 1941—1945 рр.       | 1955 р.                      | Київський худ. фонд         | ск. з/бетон, об. граніт              | ск. 1,5 м, об. 3 м           | № 313 10.06.1971 р.            |
| 52.   | 92      | Братська могила 9 жертв голодомору | с. Фронтівка, Фронтівська с/р, на кладовищі                    | 1932—1933 рр.                | 1993 р.                      | місцеві майстри             | граніт                               | 3 м                          | № 501 20.12.1993 р.            |
| 53.   | 477     | Братська могила 108 воїнів Радянської армії, загиблих при визволенні села, і пам'ятник 157 воїнам-односельчанам, загиблим на фронтах ВВВ                                | с. Чагів, Чагівська с/р, вул. Заїки                            | 1944 р., 1941—1945 рр.       | 1974 р.                      | Київський худ. фонд         | ск. з/бетон, пост. бетон, об. граніт | ск. 2,5 м, п. 2,52х2,2х0,6 м | № 313 10.06.1971 р.            |
| 54.   | 827     | Пам'ятник 164 воїнам-односельчанам, загиблим на фронтах ВВВ | с. Човновиця, Човновицька с/р, вул. Леніна                     | 1941—1945 рр.                | 1967 р.                      | ск. Гречаник, Паливода      | ск. з/бетон, пост. з/бетон           | ск. 3,5 м, п. 0,5х1х1 м      | № 313 10.06.1971 р.            |
| 55.   | 311     | Пам'ятник 262 воїнам-односельчанам, загиблим на фронтах ВВВ | с. Чернявка, Чернявська с/р, біля Будинку культури.            | 1941—1945 рр.                | 1976 р.                      | ск. Артюх З. П., м. Київ    | об. з/бетон                          | об. 7х0,95х0,30 м            | № 29 19.06.1977 р.             |
| 56.   | 332     | Братська могила 62 воїнів Радянської армії, загиблих при визволенні села                                                                                                | с. Юшківці, Юшківецька с/р, на краю села                       | 1944 р.                      | 1952 р.                      | Київський худ. фонд         | ск. з/бетон, пост. бетон             | ск. 3 м, п. 1х1,5х1,5 м      | № 313 10.06.1971 р.            |
| 57.   | 127     | Пам'ятник 117 воїнам-односельчанам, загиблим на фронтах ВВВ | с. Юшківці, Юшківецька с/р, біля школи                         | 1941—1945 рр.                | 1974 р.                      | ск. Дяченко І. О., м. Київ  | ск. з/бетон, пост. з/бетон           | ск. 3 м, п. 2,5х1,2х0,3 м    | № 29 19.06.1977 р.             |
| 58.   | 21      | Братська могила 495 жертв голодомору | с. Юшківці, Юшківецька с/р, в центрі села                      | 1932—1933 рр.                | 1989 р.                      | місцеві майстри             | граніт                               | 1,8 м                        | № 148 16.07.1992 р.            |
| 59.   | 333     | Братська могила 13 воїнів Радянської армії, загиблих при визволенні села, і пам'ятник 58 воїнам-односельчанам, загиблим на фронтах ВВВ                                  | с. Яблуновиця, Яблуновицька с/р, біля Будинку культури.        | 1944 р., 1941—1945 рр.       | 1974 р.                      | Київський худ. фонд         | ск. з/бетон, пост. бетон             | ск. 3 м, п. 1,5х1,2х1,2 м    | № 313 10.06.1971 р.            |
| 60.   | 84      | Братська могила воїнів Радянської армії, загиблих при визволенні села                                                                                                   | с. Яблуновиця, Яблуновицька с/р                                | 1944 р.                      | 1987 р.                      | місцеві майстри             | цегла, бетон                         | 2 м                          | № 82 03.04.1990 р.             |
| 61.   | 334     | Братська могила 380 воїнів Радянської армії, загиблих при визволенні села, і пам'ятник воїнам-односельчанам, загиблим на фронтах ВВВ                                    | с. Якимівка, Якимівська с/р, біля школи                        | 1944 р., 1941—1945 рр.       | 1954 р.                      | Київський худ. фонд         | ск. з/бетон, пост. бетон             | ск. 3 м                      | № 313 10.06.1971 р.            |
| 62.   | 93      | Братська могила 111 жертв голодомору | с. Якимівка, Якимівська с/р, на кладовищі                      | 1932—1933 рр.                | 1993 р.                      | місцеві майстри             | з/бетон                              | 2,5 м                        | № 501 20.12.1993 р.            |
|       |         | |                                                                |                              |                              |                             |                                      |                              |                                |